# Lotka-Volterravergelijking
De Lotka-Volterravergelijking bestaat uit twee gekoppelde niet-lineaire differentiaalvergelijkingen die een dynamisch biologisch systeem beschrijven met twee populaties, een jager en een prooi. Het model heeft als voorbeeld gediend voor andere modellen met meer populaties en onderlinge wisselwerkingen.

## Ontstaan van het model
Het model werd voor het eerst voorgesteld door de Amerikaanse wiskundige en natuurkundige Alfred J. Lotka in 1910.. In 1920 paste hij het toe op een dynamisch model met een plant als prooi en een herbivoor als jager. In 1925 analyseerde hij het model in zijn boek Elements of Physiscal Biology. De Italiaanse wiskundige Vito Volterra bestudeerde de vergelijkingen in 1926, onafhankelijk van het werk van Lotka.

## Vergelijkingen
Het model beschrijft de interactie tussen de prooipopulatie x(t) en de jagerpopulatie y(t), in de praktijk dikwijls voorgesteld als konijnen en vossen. De twee eerste orde differentiaalvergelijkingen zijn:
{\displaystyle {\frac {dx(t)}{dt}}\,=\,\alpha \,x(t)\,-\,\beta \,x(t)\,y(t)}
{\displaystyle {\frac {dy(t)}{dt}}\,=\,-\,\gamma \,y(t)\,+\,\delta \,x(t)\,y(t)}
waarbij t staat voor de tijd en α, β, γ en δ modelparameters zijn.
- De eerste term in de vergelijking voor x(t) beschrijft de natuurlijke groei van de prooi. Deze wordt verondersteld recht evenredig te zijn met het aantal reeds aanwezige prooien, zowel wat betreft natuurlijke geboorte en sterfte. Het model gaat er ook van uit dat de prooien zelf steeds voldoende voedsel vinden. De tweede term beschrijft de afname van het aantal prooien doordat ze door de jagers gevangen worden. Als er meer prooien zijn worden er meer gevangen, en als er meer jagers zijn eveneens. Het model veronderstelt dat deze twee effecten onafhankelijk van elkaar zijn en vermenigvuldigd kunnen worden.
- De eerste term in de tweede vergelijking beschrijft de natuurlijke sterfte van de jagers, en de tweede term de groei doordat de jagers prooien vinden. Opnieuw wordt verondersteld dat deze term zowel evenredig is met het aantal prooien x(t) en het aantal jagers y(t). De evenredigheidsconstante is echter verschillend van de soortgelijke term in de differentiaalvergelijking van x(t), omdat één jager gedurende zijn leven meerdere prooien vangt.

In het algemeen wordt verondersteld dat beide populaties zich in een gesloten gebied bevinden zonder immigratie of emigratie.

## Oplossingen

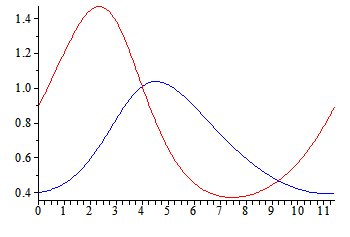
Prooipopulatie (rood) en jagerpopulatie (blauw) van het Lotka-Volterramodel. De plot toont één periode. Parameters: α=0,8, β=1,2, γ=0,4 en δ=0,4

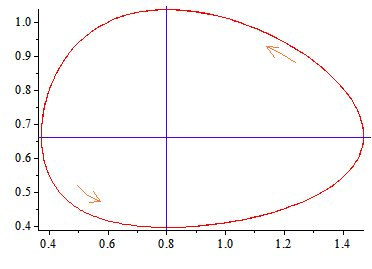
fasediagram van hetzelfde Lotka-Volterramodel

Een eenvoudig Lotka-Volterramodel met lineaire interacties zoals dat hierboven kan analytisch opgelost worden. Voor complexere gevallen met additionele, niet-lineaire termen kunnen de differentiaalvergelijkingen met numerieke methoden zoals de Eulermethode of Runge-Kuttamethode  opgelost worden. De typische oplossing bestaat uit periodieke oplossingen voor de prooipopulatie x(t) en de jagerpopulatie y(t). Beiden hebben dezelfde periode waarbij de jagerpopulatie een kwart periode achterloopt op de prooipopulatie. Dit betekent dus dan de maxima van de jagerpopulatie een kwart van een periode na de maxima van de prooipopulatie liggen.
Nevenstaand model werd berekend met parameterwaarde:
{\displaystyle \alpha \,=\,0,8\,;\,\beta \,=\,1,2\,;\,\gamma \,=\,0,4\,;\,\delta \,=\,0,5\,}
vanuit beginvoorwaarde;
{\displaystyle x(0)\,=\,0,9\,;\,y(0)\,=\,0,4\,}
De oplossing is periodiek met periode P = 11,4. De maxima van de jagerpopulatie lopen 2,2 tijdeenheden achter op de maxima van de prooipopulatie. De bovenste grafiek toont één periode van de oplossing, met de tijd als horizontale as. De grafiek daaronder toont een fasediagram, waarbij beide populaties tegenover elkaar worden geplot: de prooi x(t) als horizontale coördinaat en de jager y(t) als verticale. Het snijpunt van de twee blauwe rechten ligt op:
{\displaystyle x_{e}\,=\,0,800\,;\,y_{e}\,=\,0,666}
Dit is een stabiel punt dat kan berekend worden door in de differentiaalvergelijkingen de linkerleden nul te stellen. Concreet betekent dit dat x(t) en y(t) c onstant zijn. De blauwe lijnen door dit punt delen het fasediagram in vier stukken.
- In kwadrant onderaan rechts start het fasediagram met weinig jagers, zodat de prooien zich kunnen voortplanten. Hierdoor komt er echter meer voedsel beschikbaar voor de jagers die daardoor ook hun aantal zien stijgen. De prooipopulatie bereikt zo een maximum.
- In het kwadrant bovenaan rechts daalt de prooipopulatie en stijgt de jagerpopulatie. Hierdoor komt er minder en minder voedsel beschikbaar zodat nu de jagerpopulatie eveneens niet boven een zeker maximum uitstijgt.
- In het kwadrant links bovenaan dalen beide populaties. De prooien bereiken een minimum.
- In het kwadrant links onderaan daalt hierdoor de jagerpopulatie nog verder. Hierdoor kunnen de prooien zich weer herstellen.

## Externe bronnen
- N. Bacaër, Een korte geschiedenis van wiskundige populatiedynamica, Paris, 2022, ISBN 979-10-343-6356-8, Pdf.